# Maksym Sypniewski
Maksym Sypniewski (ur. 27 grudnia 1991) – polski lekkoatleta specjalizujący się w trójskoku.
Zawodnik klubów: OKLA StoraEnso Ostrołęka (2008-2010), AZS-AWF Biała Podlaska (2011-2015), AZS-AWF Warszawa (od 2016). Brązowy medalista mistrzostw Polski (2014) oraz brązowy medalista halowych mistrzostw Polski (2016). Ponadto młodzieżowy mistrz (2013) i wicemistrz Polski (2011). Uczestnik młodzieżowych mistrzostw Europy w Tampere, w których zajął 13 miejsce (2013).
Rekord życiowy w trójskoku: 16,22 (2013).